# 仏光山
仏光山（ぶっこうざん、拼音: Fó guāng shān）とは、台湾の高雄に本山を置く臨済宗の仏教寺院ならびに仏教団体である。1967年に星雲大師によって開山された。壮麗な建築物を抱え、多数の参詣者があることから「台湾最大の仏教聖地」とも呼ばれている。
慈済功徳会、法鼓山、中台禅寺とともに「四大道場」と呼ばれており、慈善活動や社会教育活動を通じて仏教思想の社会への浸透を図っている。また、文化や教育、慈善、メディアなどの事業を多角的に経営している。

## 概要

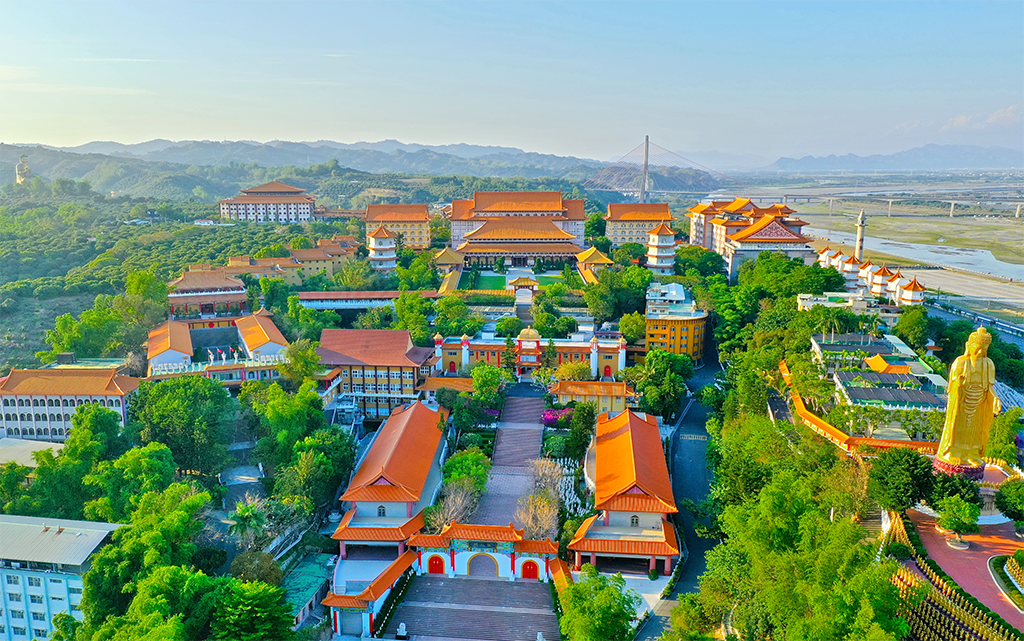
仏光山の全景

1967年に星雲大師によって開山。宗旨としては、①文化活動を通じた仏法伝道、②社会教育・僧侶教育への注力、③慈善活動による社会福祉への貢献、④巡礼・托鉢を全国的に展開し民衆と接触し教化すること、である。
星雲大師は「人間仏教」「生活仏教」を掲げて日常生活と仏法を結合し豊かな精神を開拓することを目指し、中国仏教の「世俗から隔絶され、清貧を営む」姿勢を変革することを試みた。台湾全土に加えて海外にも支部を持っており、その数は200前後である。また、国際仏光会と呼ばれる信者の組織を持っており、会員数は100万人を超えているとされる。

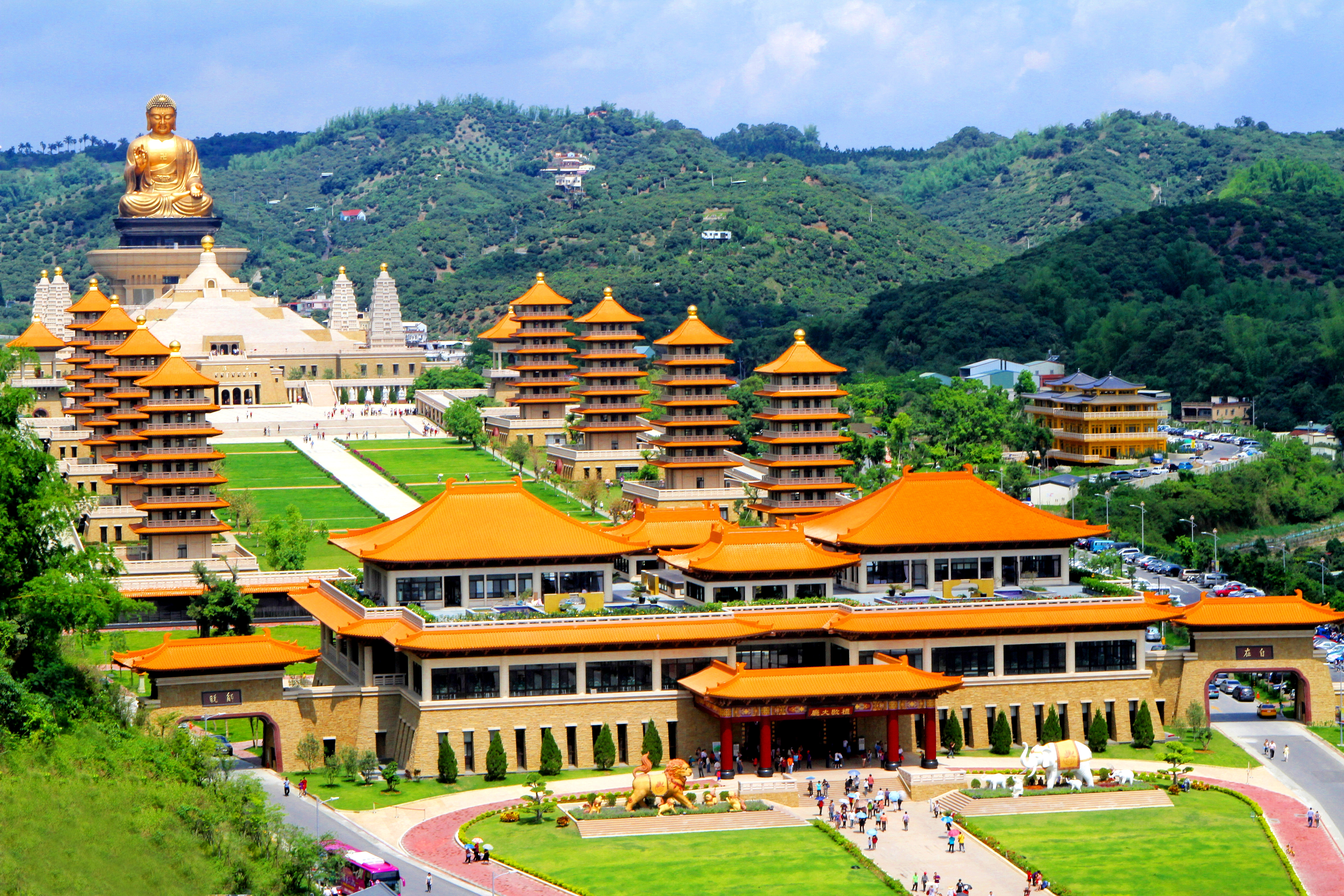
仏陀記念館の外観

中国の四大名山である普陀山、峨眉山、九華山、五台山を模して境内が構成されている。法会が行われる「大雄宝殿」は2000～3000人を収容可能であり、釈迦如来、薬師如来、阿弥陀如来が奉納されている。中には柱が一本もない構造をしており、壁には1万6000あまりの仏像が祀られている。また、金色の阿弥陀仏は20メートルの高さを誇り、仏光山の顔となっている。それ以外にも極楽浄土に関する展示を行う「浄土洞窟」、仏教の歴史と美術を展示解説する「仏教文物陳列館」、仏教美術の展覧会を行う「仏光緑美術館」、食事処と宿泊所を兼ねる「朝山会館」などの施設がある。
観音菩薩を本尊とする「大悲院」、地蔵菩薩をまつる「地蔵殿」、文殊菩薩をまつる「文殊殿」、普賢菩薩をまつる「普賢殿」があるため、四大菩薩の道場を一遍にお参りすることができる。
参詣者向けの空間のみならず、仏光山内には仏学院が設置されており、出家者や学生が研究、修行を行っている。僧侶や学生、仕事に従事する人々を合わせると約2000人が仏光山に住んでいる。
慈善活動としては、仏光山慈悲基金会、仏教慈済功徳会、仏教慈恩基金会など100を超える基金会を抱えており、年に数億円を出して社会貢献する基金会も珍しくない。
また、幼稚園から大学に至るまでの教育機関を運営しているほか、出版社、書店、衛星テレビ局、メディア制作、書店、飲食店、社会教育施設、博物館、美術館など多角的な経営を行っている。この運営方針は日本仏教をモデルにしているとされる。

## 沿革

### 星雲大師による仏光山開山まで
星雲大師は1927年に中国江蘇省に生まれた。12歳の時南京の棲霞山寺に出家した。棲霞山寺で6年間学ぶと、焦山仏学院に入った。1947年に仏学院を卒業すると臨済宗第48代伝法者となった。しかし、国共内戦のため蒋介石率いる国民党が台湾へ移ると、星雲大師も僧侶救護隊として台湾へ渡った。渡台後、共産党の工作員と疑われて33日間拘束されたが、孫張清揚の尽力によって釈放される。桃園県中壢にある円光寺で2年間暮らし、その後の活動の基盤をつくる。
1952年に宜蘭県の李決和による念仏会開催の要請によって宜蘭の雷音寺に勤めるようになる。毎週土曜日に念仏会を開催しており、地元の名士などが集まる。集まった人々は役割ごとに責任者を決め、組織化が図られる。同年、宜蘭念仏会を組織し、1956年には雷音寺のすぐ隣に土地を購入し、講堂が落成する。星雲大師は台湾における自らのルーツを宜蘭であると語っており、宜蘭での活動が仏光山の始まりとされている。
また、宜蘭においては1954年に合唱団「仏教歌詠隊」を組織、1955年に「光華文理補習班」を設置し、年少者に英語や数学の指導を行う。家庭布教、学校布教、監獄布教を行ったほか、1960年ごろには幼稚園、学生会、児童会が成立し教育活動も開始、仏光山の布教活動の基礎が作られた。この時期には子供を対象とした日曜学校である「星期学校」や、大学生を対象とした夏期研修会を行っていた。若年層に布教のターゲットを絞った背景には、当時の台湾には仏教への関心や出家者への尊厳が無く、特に中年以上は偏見を強く持っていたためである。
星雲大師は宜蘭の雷音寺での活動に加えて、高雄にも幾度なく訪れて説法を行っており、高雄仏教堂、寿山寺などを建て、1965年には寿山仏教学院を作った。1967年に高雄県大樹郷の広大な土地に仏光山を開山した。開山当初は竹藪が生い茂る荒れ果てた野山であったという。

### 仏光山開山以降
仏光山の支部は1980年代に増加し、1990年代に増加のピークを迎える。1990年に中華仏光総会が発足すると、その翌月にはロサンゼルスの西来寺でアメリカ地区の仏光会が設立。1991年には国際仏光会が設立され、これを契機に海外への進出が進んだ。国際仏光会はアジア、南北アメリカ、ヨーロッパ、オーストラリア、アフリカの5つの区分がなされており、日本、韓国、アメリカ、イギリス、フランスなど31か国に支部を持つ。
仏光山においては1998年4月と2002年2月の2回にわたって仏舎利が招聘された。1度目の仏舎利はインドにイスラームが侵入した際にナーランダーからチベットに移り、文化大革命期まで襄極拉齋寺にて安置されていた仏歯である。1998年2月にインドのブッダガヤにおいて行われた国際仏教三壇大戒にて討論が行われ、星雲大師に仏舎利が贈られた。2度目の仏舎利は中国陝西省の法門寺にて安置されていた指骨である。中国と台湾の仏教界による交渉が10年にわたって行われ、招聘が2002年に実現した。
1959年に設立された仏光出版社によって、「普門」「覚世」などの雑誌をはじめとしてさまざまな出版が行われている。1962年から1972年にかけての出版物の種類は11であったが、1972年から1982年では24種類、1982年から1992年では103種類、1992年から1997年にかけては166種類となっており、1980年代から1990年代にかけて大幅に種類を増加させている。中国語以外にも英語、日本語、韓国語を用いて編纂されている。
メディア事業としては、1957年から星雲大師と宜蘭仏教青年会によって4年間放送されたラジオ番組「仏教の声」が嚆矢であるが、1984年にはアメリカでもラジオ放送を制作、1990年代からは台湾各地で「禅の妙法」というラジオ番組を放送している。テレビ放送としては1979年に「甘露」、1980年からは「信心門」、1983年からは「星雲大師仏学講座」を放送した。1990年代には台湾の地上波3局すべてで放送を行った。1988年には仏光山視聴覚センターが成立し、録音テープの販売やビデオの制作が行われた。さらに、1996年に仏光衛星テレビ局準備委員会が発足し、1997年には仏光衛星テレビ局が成立し、翌1998年から放送が開始され、仏教に関する番組を制作している。

## 教育機関

### 学校教育
- 仏光山叢林学院 - 仏教を専門に教授する機関。15学部を設置。
- 東方仏教学院 - より専門的な仏教教育を行う機関。
- 中国仏教研究院
- 南華大学 - 1996年に開設。人文・社会科学系の総合大学。嘉義県に位置する。
- 仏光大学 - 2000年に開設。人文・社会科学系の総合大学。宜蘭県に位置する。
- 西来大学 - 1996年に開設。アメリカ・カリフォルニア州に位置する。
- 普門高中学 – 中高一貫の普通科と職業科（観光科、情報処理科）が設置。
- 宜蘭県人文国民小学 - 宜蘭県政府と共同で運営
- 幼稚園 - 慈愛幼稚園、普門幼稚園、慧慈幼稚園

### 社会教育
- 社教館 - 台北などの都市部にあり、仏教に関するもののほか語学、料理、音楽など多様な講座が行われる。夜7時30分から開始されるものが多く、社会人や学生も参加しやすい。
- 仏光文化事業公司 – 1959年に開設された出版社。
- 香海文化事業公司 – 1997年に開設された出版社。
- 妙是我聞文化公司 – 1997年に事業開始。音楽テープ、CD、ビデオの制作を行う。
- 仏光衛星電視台 - 1998年に開局された衛星テレビ局。
- 『人間福報』 - 2001年に創刊された新聞。